# Paul Weiner
Paul Weiner (n. 1947, Timișoara) este un compozitor, muzician și pianist german originar din România.

## Biografie
Absolvent al Institutului de electrotehnică din Timișoara, a învâțat de copil să cânte la pian (8 ani de studii clasice).
A continuat studii de jazz cu profesorul Wiesinger la Timisoara, dupa emigrare studii la Summer Academy Rottenburg cu Dave Liebman, Richie Beirach.
A dedicat majoritatea carierei sale profesionale muzicii de jazz si piano entertainement.
Membru fondator al clubului de jazz ARLUS din Timișoara, Paul Weiner a participat la multe festivale de jazz atât în România (Brașov, Sibiu, Gărâna etc.) cât și în străinătate (Frankfurt, Weinsberg etc.).
Membru fondator (inventatorul) festivalului de la Garana (1999 cu Puba Hromadka).
Printre formațiile pe care le-a format se numără Free Jazz Trio (1968-Eugen Gondi-dr, Emil Müller-b), Paul Weiner Jazz Quartet/Quintet, Paul Weiner Trio, Gramophon si Trio Flora.
In anii 1973-77 a lucrat ca "working musician" (contracte lunare) la "Flora" (cafenea cult) unde seara de seara propaga jazzul si Bossa Nova cu Trioul Puba Hromadka-Bela Kamocsa (+Liviu Butoi).
A obtinut in 1975 atestatul de artist liber profesionist - sef de orchestra - solist instrumentist pian.
Multe concerte in anii '70 la Timisoara cu invitati din Bucuresti: Stefan Berindei, Johnny Raducanu. A colaborat foarte mult cu Stefan Berindei in Germania dind multe concerte in quartet de jazz.
In Germania a cantat cu who-s who al jazzului swing: Jochen Brauer, Klaus Koop, Gustl Mayer, Alexander Katz si cu nenumerati musicieni americani ( Tony Horowitz - ex Ray Charles), John Mayen (LA).
Actualmente stabilit la Heidelberg în RFG, unde a emigrat în 1977, muzicianul este cetățean de onoare al orașului New Orleans ( 2 turnee).
A lucrat peste 30 de ani la BBC/ABB Heidelberg Mannheim-Heidelberg ca Dipl. Ing. automatizari.
Homepage: www.paulweiner.de

## Premii
- Premiul intii pentru compoziție la festivalul international de jazz de la Bratislava, 1971 (25 de formatii) cu Paul Weiner Quintet ( Bebe Jivanescu-ts, Erwin Ebel-tp, Eugen Gondi-dr, Emil Müller-b).

## Discuri (selecție)
- Spirale, Electrecord, 1977, reissue Japan 2014 (Amazon).
- Live at Gărâna, 2002
- pe discul Romanian Jazz: Jazz From The Electrecord Archives 1966-1978, Sonar Kollektiv, Germania, 2007[2]